# Cystocrepis setigera
Cystocrepis setigera is een zee-egel uit de familie Pourtalesiidae.
De wetenschappelijke naam van de soort werd in 1898 gepubliceerd door Alexander Agassiz.